# Koishikawa Kōrakuen

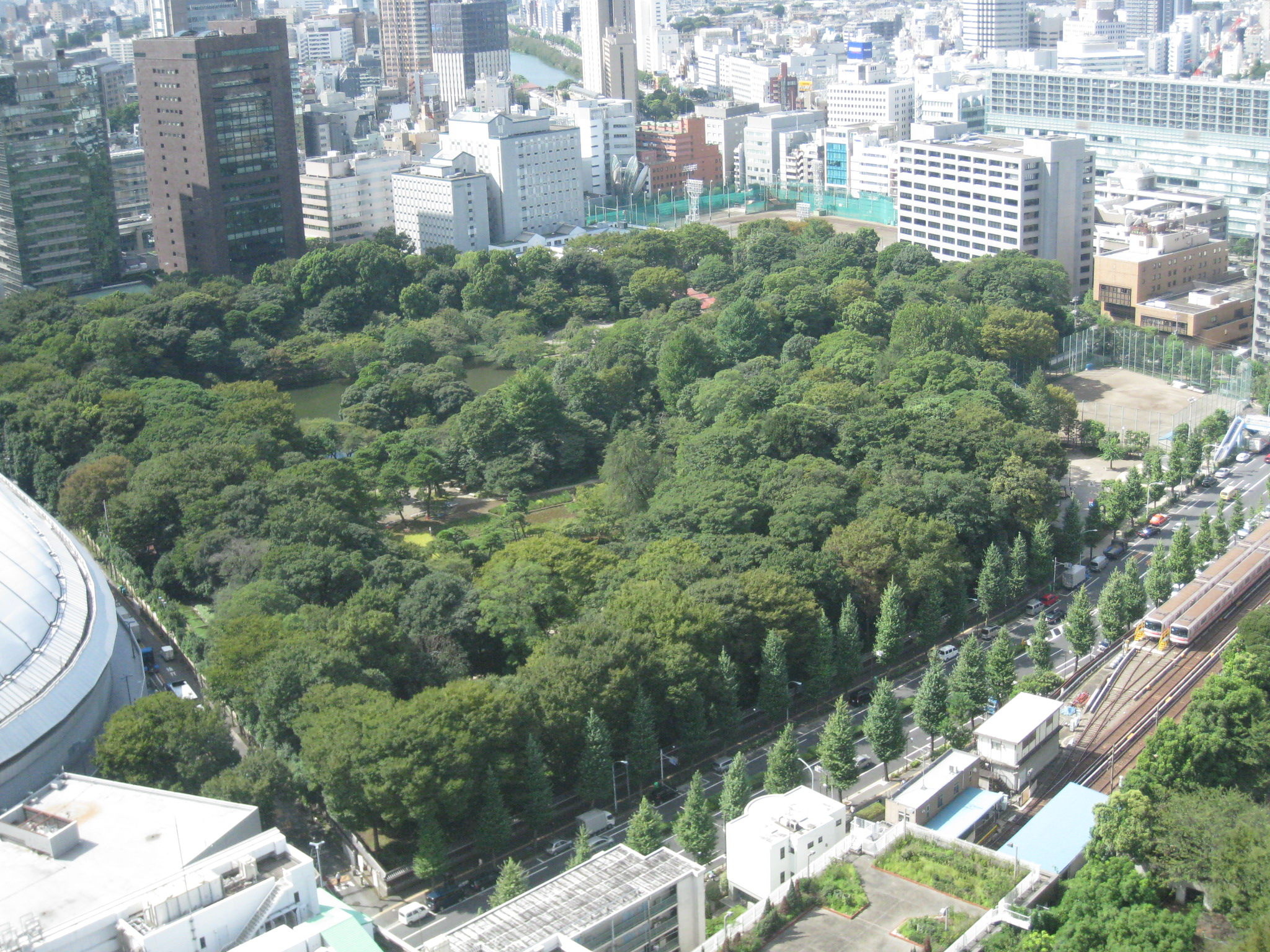
Luftbild des Koishikawa Kōrakuen

Der Koishikawa Kōrakuen (japanisch 小石川後楽園) ist ein städtischer Park (7 Hektar) im Stadtteil Kōraku von Bunkyō (vormals Koishikawa), Tokio, der aus dem Garten der früheren Stadtresidenz des Mito-han hervorgegangen ist.

## Geschichte

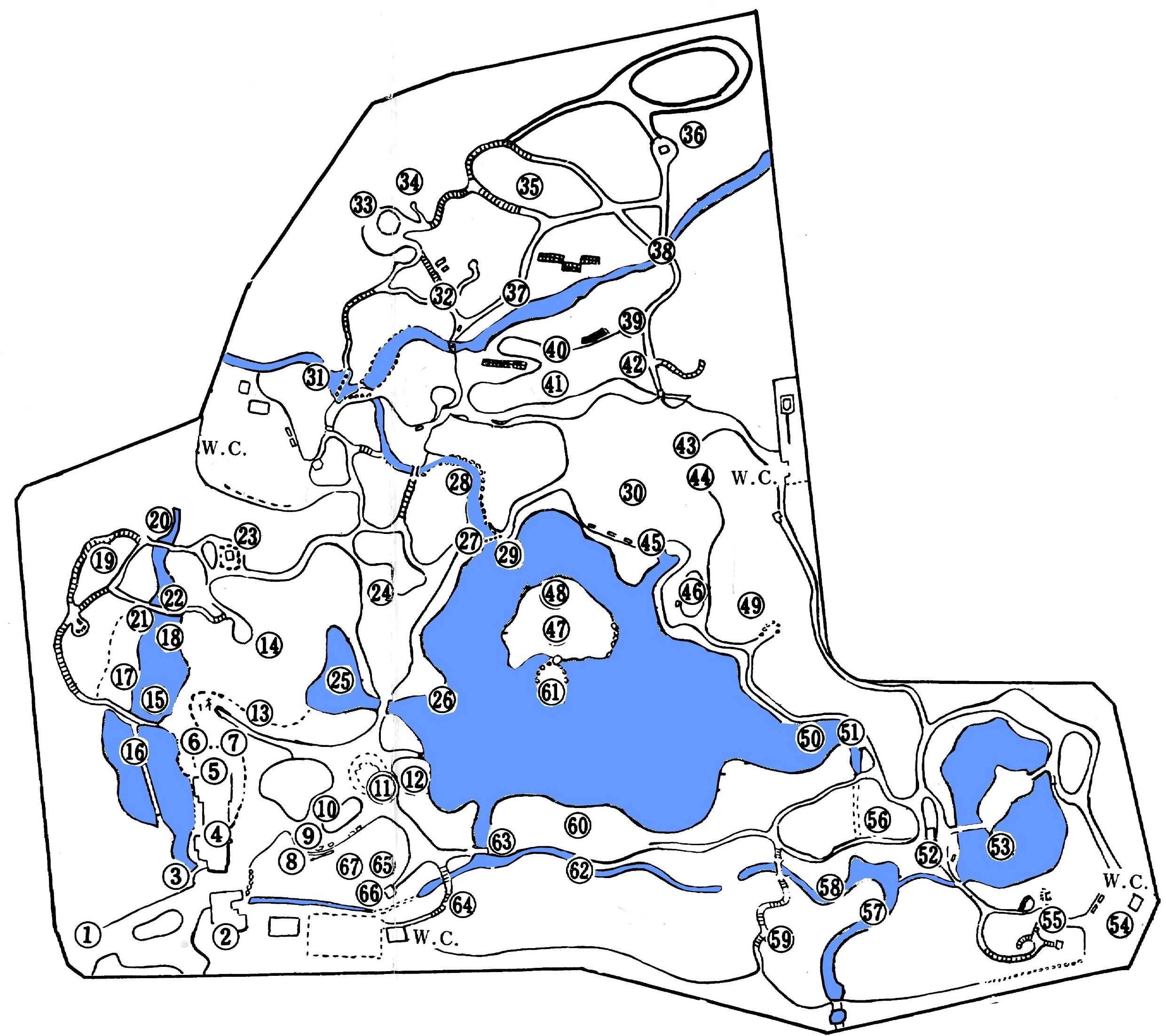
Der Gartenplan (s. Gartenanlage)

Die Anlage des Koishikawa Kōrakuen wurde vom ersten Oberhaupt des Hauses des Mito-Zweiges der Tokugawa, Tokugawa Yorifusa, 1629 begonnen, aber erst unter seinem Enkel Tokugawa Mitsukuni 1669 mit Hilfe des aus China geflüchteten Gelehrten Zhu Shunshui (朱舜水, 1600–1682) fertiggestellt.
Der Name kōraku für „Nachvergnügen“ ist ein Zitat aus chinesischen Schriften, wobei en „Garten“ bedeutet.
Der Kōrakuen ist die älteste Anlage im Wandelgarten-Stil in Tokio. Mittelpunkt solcher Gärten ist fast immer eine Teichanlage, die durch fließendes Wasser gespeist wird. Zusammen mit künstlichen Hügeln wird so eine Miniatur-Landschaft geschaffen, die zum Durchwandeln einlädt.

## Übersicht
Der Kōrakuen enthält Anspielungen auf chinesische und japanische Landschaften, letztere vor allem in Bezug auf Kyōto. Zu den „reproduzierten“ chinesischen Landschaften gehört zum Beispiel der kleine Lu-Berg, der berühmte Damm durch den Westsee. Die Insel der Glücklichen, die Hōrai-Insel, befindet sich im zentralen Gewässer. Und damit niemand zu kurz kommt, befindet sich auf der Anhöhe der Insel ein Schrein, der der Göttin Benzaiten gewidmet ist. Zu den Anspielungen auf Kyōto gehören unter anderem die Tōgetsu-Brücke, die Tsuten-Brücke, der Ōi-Fluss und der Kiyomizu-Tempel. Aus den Bergen hinter Ōsaka kopiert gibt es den Tatsuta-Fluss, der berühmt für seine Ahornbäume ist, aus Mitteljapan findet sich der Kiso-Fluss. Das Halbrund der steinernen Engetsu-Brücke bildet mit seinem Spiegelbild einen Vollmond = Engetsu. Am etwas abgetrennten Teil des Gartens begann früher die Residenz. Sie ist schon lange verschwunden und wird heute vom Tokyo Dome, einem überdachten Baseball-Stadion eingenommen.
Der Koishikawa, ein kleiner Bach, der der Gegend seinen Namen gab, versorgt diesen Garten mit Wasser, bevor er den Naruto-Strudel (das ist der Strudel in der östlichen Meerenge zwischen Shikoku und der Hauptinsel) passiert und letztlich in den Sumida-Fluss eingeht.
1952 wurde die Anlage zur Besonderen historischen Stätte (tokubetsu shiseki) erklärt.

## Die Gartenanlage
(Die Zahlen beziehen sich auf den abgebildeten Gartenplan.)
1. 涵徳亭門（西門）, Kantokutei-mon (Saimon): Tor am Kantoku-Pavillon (West-Eingang)
2. 庭園事務所, Teien-jimusho: Gartenverwaltung
3. 菊形手水鉢, Kikugata chōzu-bachi: Handwaschbecken in Chrysanthemenform
4. 涵徳亭, Kantoku-tei: Kantoku-Pavillon
5. 鉄砲垣, Teppō-gaki: „Gewehr-Zaun“
6. 桃山形灯篭, Momoyama-gata tōrō: Steinlaterne im Momoyama-Stil
7. 飾手水鉢, Kazari chōzu-bachi: Geschmücktes Handwaschbecken
8. 枯滝, Kare-taki: Trockener Wasserfall
9. 雪見灯篭, Yukimi-dōrō: Steinlaterne im Yukimi-Stil
10. 陽石, Yōseki: Männlicher Stein
11. 枝垂桜, Eda dare sakura: Hängekirsche
12. 陰石, Inseki: Weiblicher Stein
13. 水掘れ石, Mizu-bore ishi|: Wassertropf-Stein
14. 小廬山, Shō Ro-san: Kleiner Lu Shan, China
15. 渡月橋, Togetsukyō: Mondbrücke, Kyōto
16. 西湖堤, Saiko tei: Damm im Westsee, China
17. 屏風岩, Byōbu iwa: „Stein-Vorhang“
18. 大堰川, Ōigawa: Fluss in Kyōto
19. 清水観音堂跡, Kiyomizu kannondō ato: Reste der Kannonhalle, Kiyomizu-dera, Kyōto
20. 通天橋, Tsūtenkyō: „Brücke zum Himmel“, Kyōto
21. 沢渡り, Sawatari: Schrittsteine zum Überqueren eines flachen Wassers
22. 音羽滝, Otowa no taki: Anspielung auf den Otowa-Wasserfall am Nordrans von Kyōto
23. 得仁堂, Tokujindō: Konfuzianischer Schrein
24. 丸屋の跡, Maroya no ato, Spuren einer mit Stroh/Schilf gedeckte Hütte "Maroya"
25. 蓮の池, Hasu ike: Lotusteich
26. 一つ松, Hitotsu matsu: Alleinstehende Rotkiefer
27. 沢渡り, Sawatari: Schrittsteine zum Überqueren eines flachen Wassers
28. 白糸滝, Shiraito no taki: „Weißfaden-Wasserfall“
29. 伽藍石, Garan seki: Basissteine von Tempelsäulen
30. 松林, Matsubayashi: Kiefernwald
31. 円月橋, Engetsukyō: steinerne „Vollmondbrücke“
32. 愛宕坂, Atago saka: Steintreppe zum Atago-Schrein, Kyōto, Edo
33. 八卦堂跡, Hakkedō ato: Spuren des Hakke-Pavillon
34. 小町塚, Komachi-zuka: Hügel für Ono no Komachi
35. 梅林, Bairin: Pflaumenwald
36. 琴画亭跡, Kingatei ato: Spuren des Kinga-Pavillon
37. 八つ橋, Yatsubashi: flache Brücke in Zickzackform
38. 石橋, Ishibashi: Steinbrücke aus Nebukawa-Stein (根府川石)
39. 不老の水, Furō no mizu: Quellwasser der ewigen Jugend
40. 藤棚, Fujidana: Wisterien-Spalier
41. 1花菖蒲田, Hanashōbu-en: Schwertlilienfeld
42. 稲田, Inada: Feld zum Reis-Auspflanzen
43. 九八屋, kuhachi ya: „Neun-acht-Pavillon“ (ländlicher Sake-Ausschank)
44. 遠州形灯篭. Enshū-gata dōrō: Steinlaterne im Stil von Kobori Enshū
45. 船着場, Funatsukiba: Anlegestelle für Boote
46. 異形灯篭, Ikei-dōrō: irreguläre Steinlaterne
47. 蓬莱島, Hōraijima: Insel mit Berg der Glückseligen (Penglai, China)
48. 弁財天祠, Benzaitenshi: Schrein für Benzaiten
49. 瘞鶏碑, Eiyō-hi: Denkmal für den Falken des 7. Herrscher des Lehens Mito
50. 竹生島, Chikubu-shima: Insel im Norden des Biwasees
51. 鳴門, Naruto: Meeresstrudel zwischen Shikoku und Awajishima:
52. 唐門跡, Karamon ato: Spuren des Tores im Karamon-Stil
53. 内庭, Naitei: Innerer Garten
54. 正門（東門）, Seimon (Higashimon): Alter Haupteingang (Osttor), aber geschlossen
55. 記念碑, Kinenhi: Denkmal mit dem Grundriss der Nebenresidenz des Lehens Mito
56. 延段, Nobedan: mit Platten belegte Stufen
57. 寝覚滝, Nezame no taki: „Wasserfall zum/beim Aufwachen“, am Kiso/Fluss
58. 木曽川, Kisōgawa: wichtiger Fluss in der Provinz Hida
59. 白雲嶺, Hakuun-rei: Anhöhe „Weiße Wolken“
60. 紅葉林, Momiji-bayashi: Herbstlaub-Wäldchen
61. 徳大寺石, Tokudaiji-seki: Stein des/vom Tokudai-ji
62. 竜田川, Tatsutagawa: Anspielung auf den Tatsuda-Fluss
63. 帛(幣)橋, Nusabashi: Steinbrücke
64. 駐歩泉, Chūhosen: Schritt anhalten am Gewässer[1]
65. 歌碑, Uta ishibumi: Monument für Waka
66. 西行堂跡, Saigyō-dō ato: Spuren der Hütte des Saigyō
67. 朝鮮燈籠, Chōsen tōrō: Koreanische Steinlaterne

## Galerie

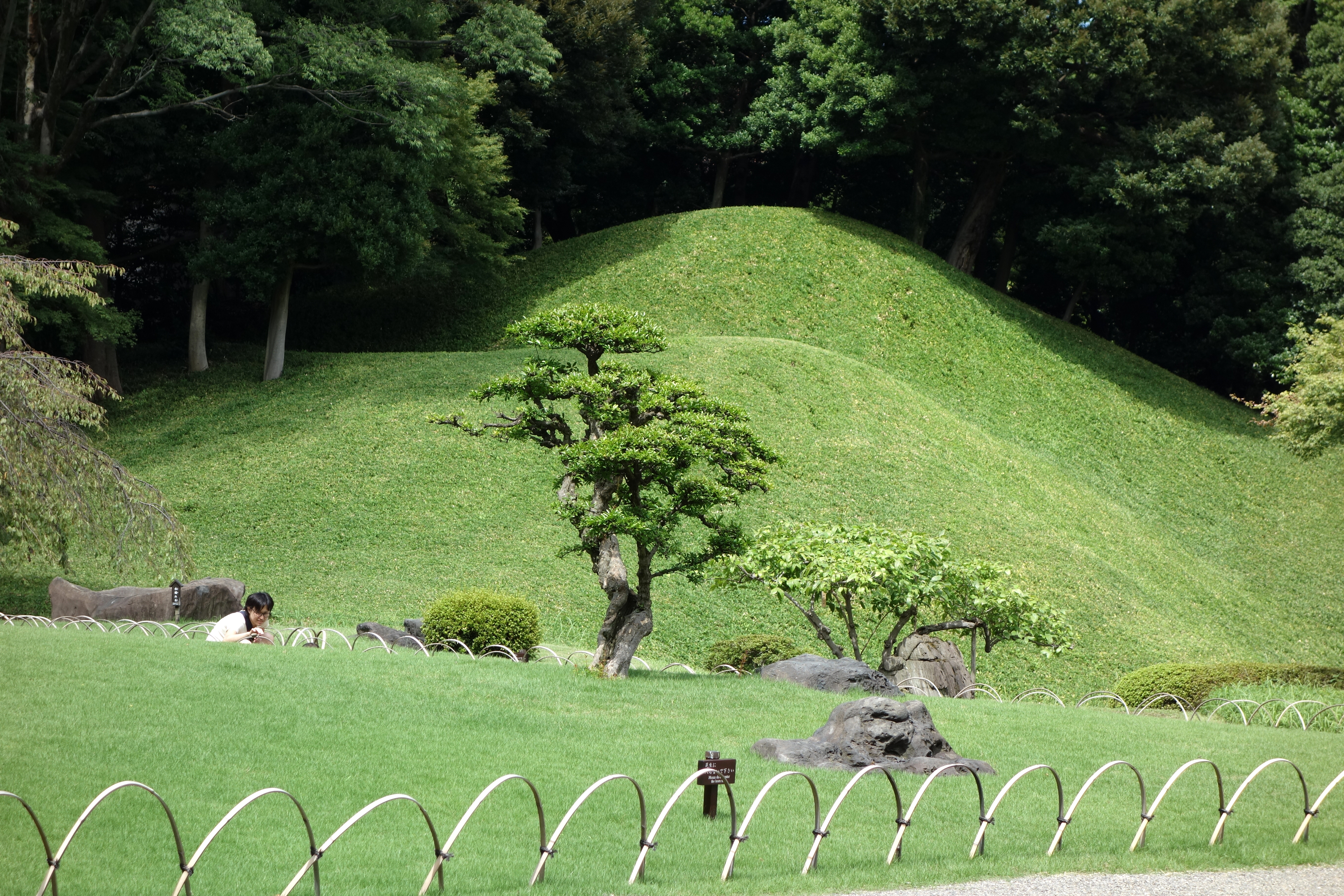
Kleiner Berg Lu
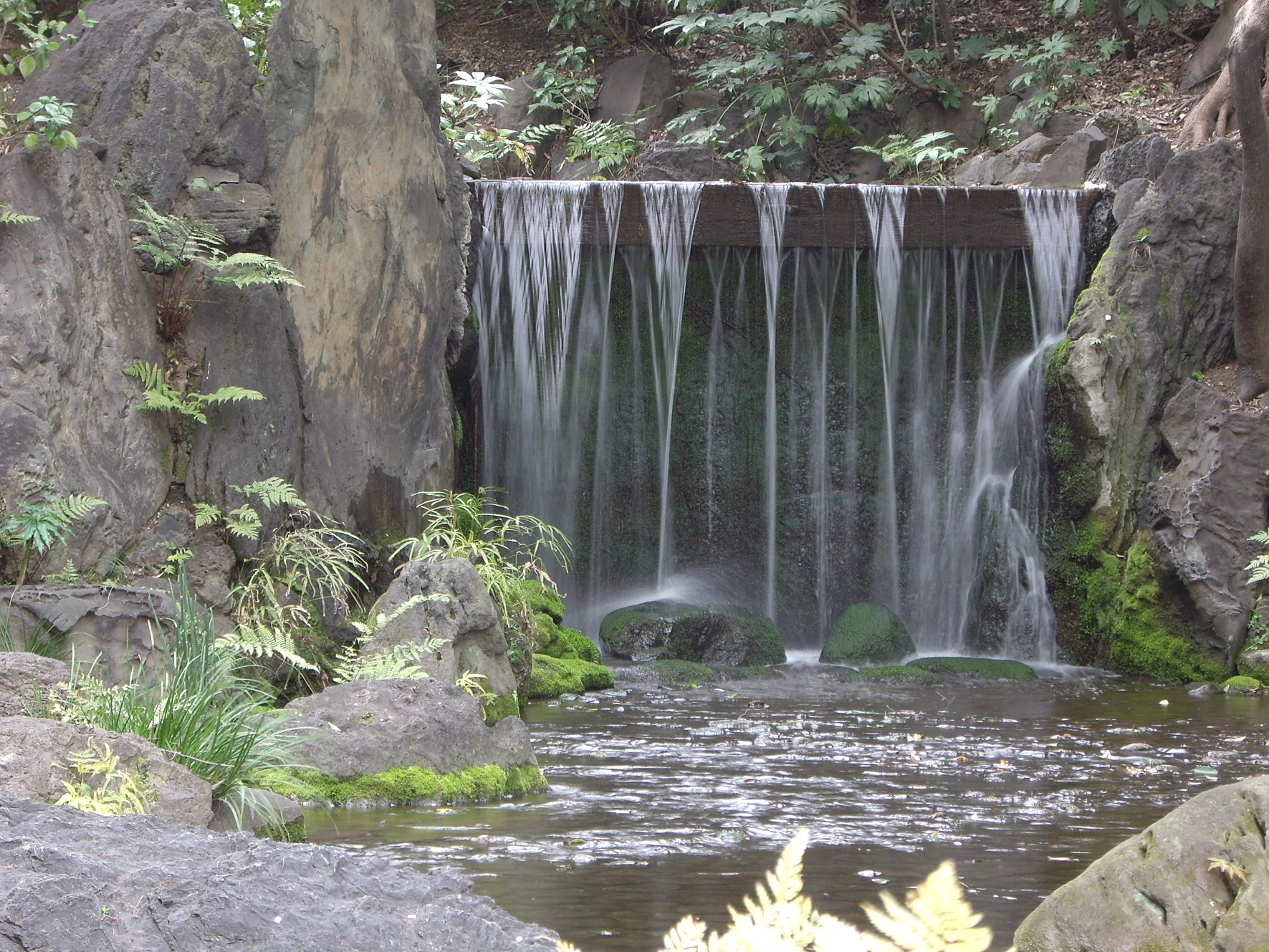
Shiraito Wasserfall.jpg
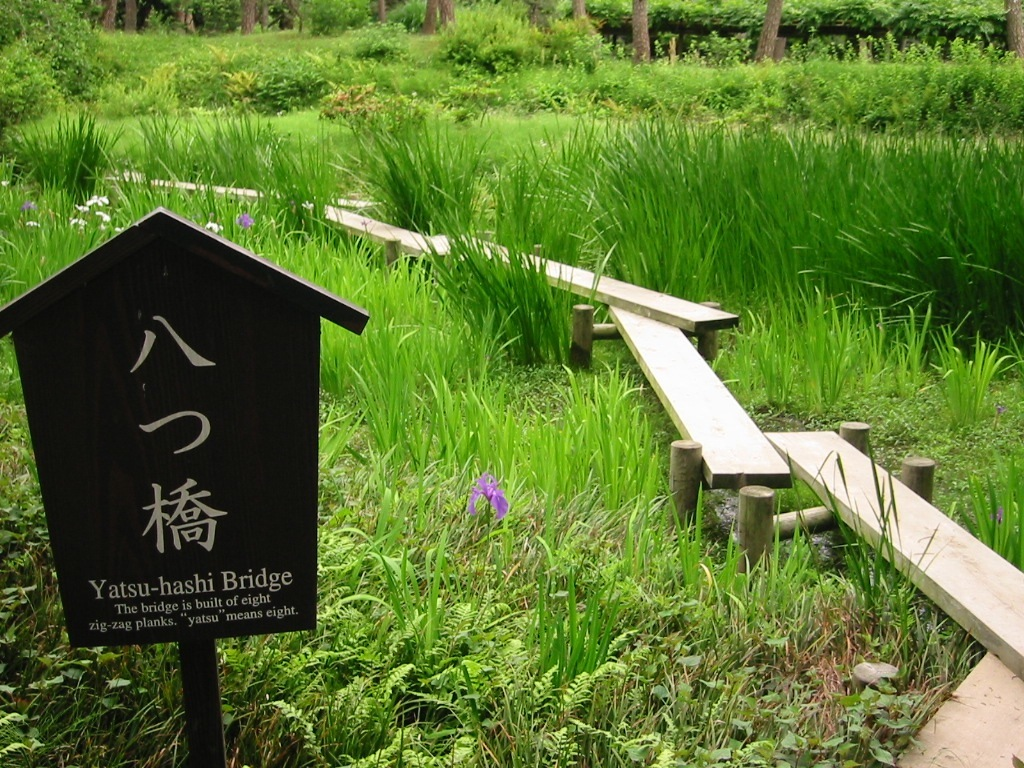
„Achter-Brücke“ (Yatsuhashi)
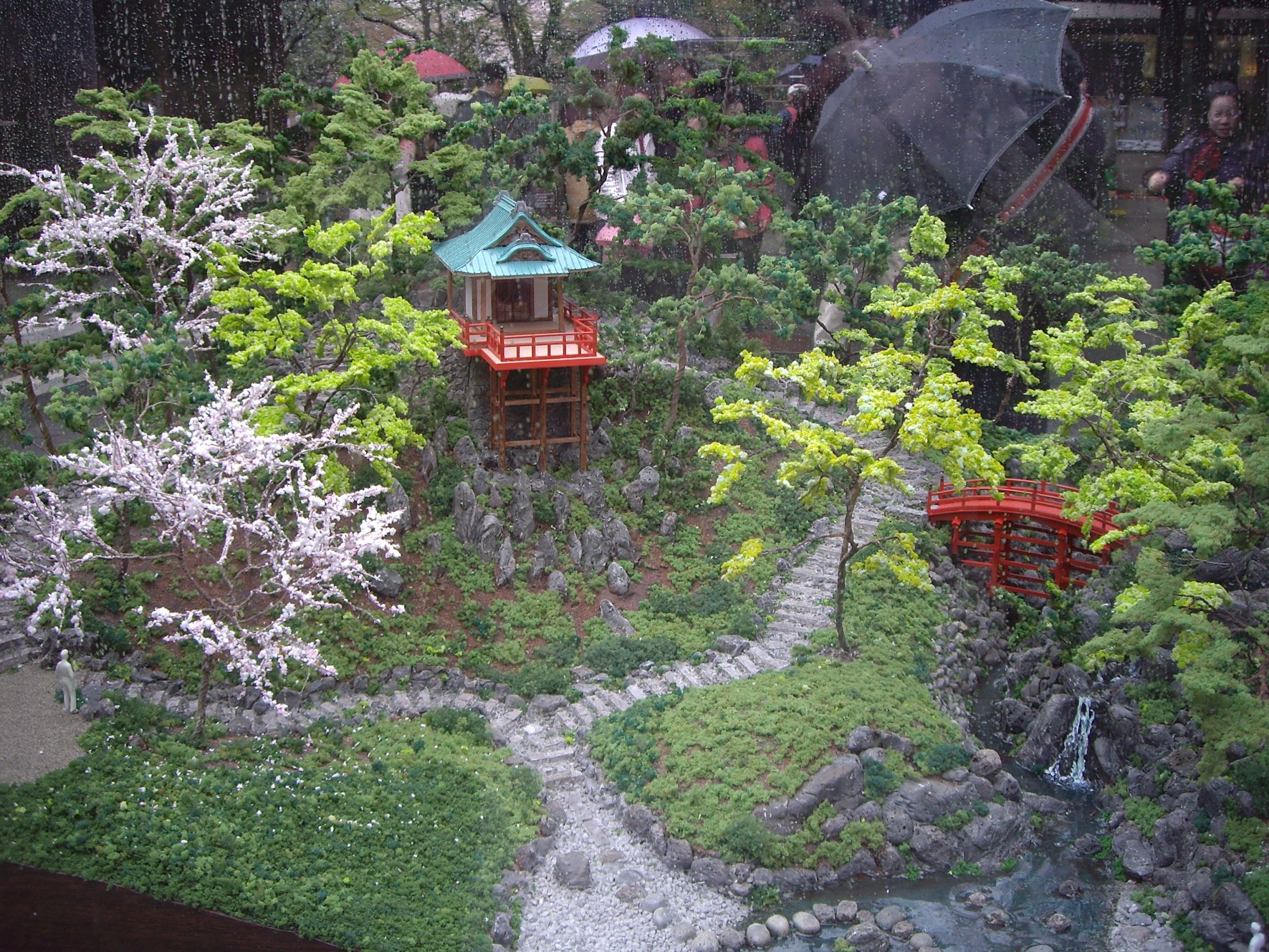
Kiyomizu Kannon-dō und Tsutenbashi (Modell)
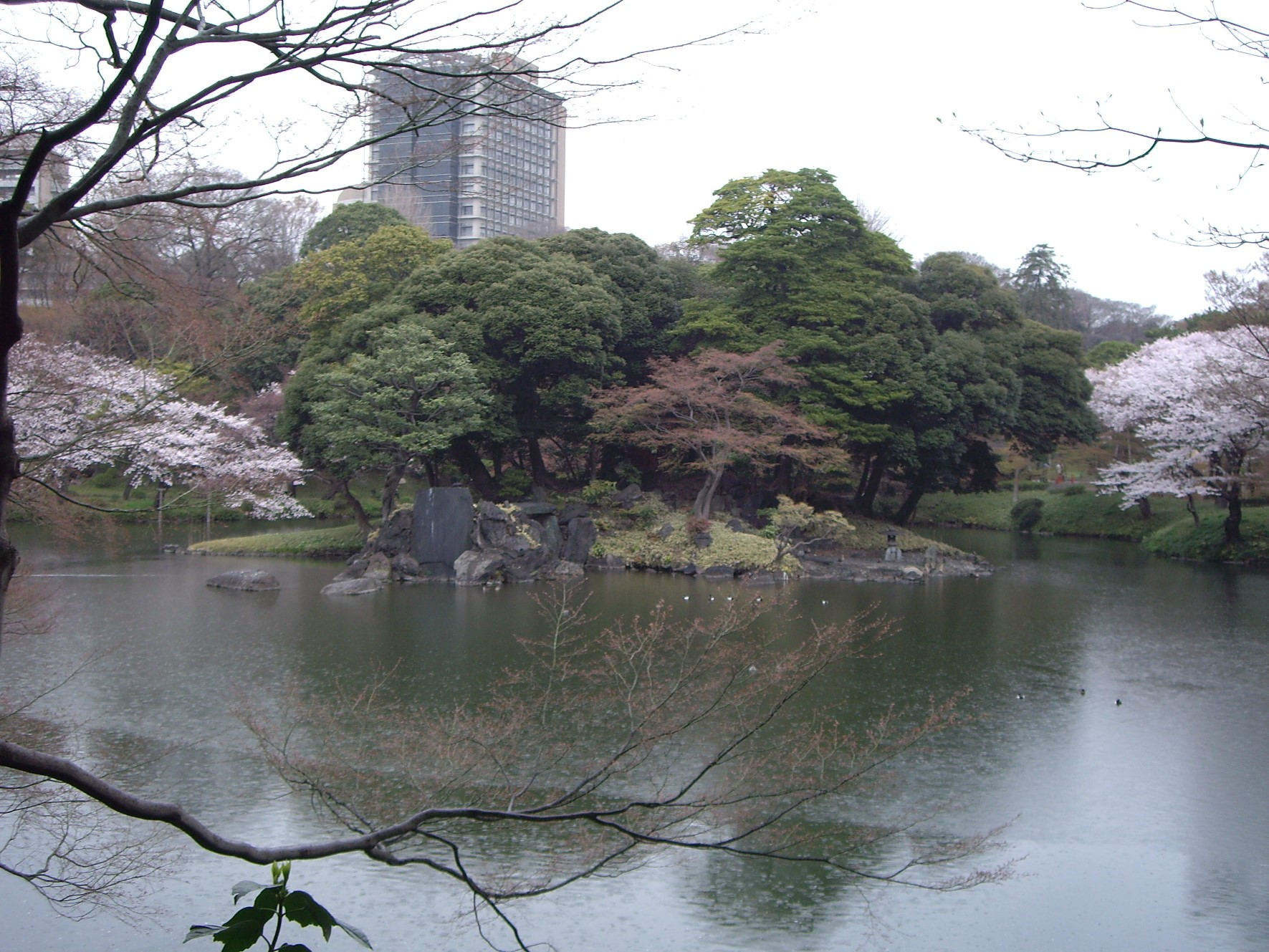
Blick auf Horaijima
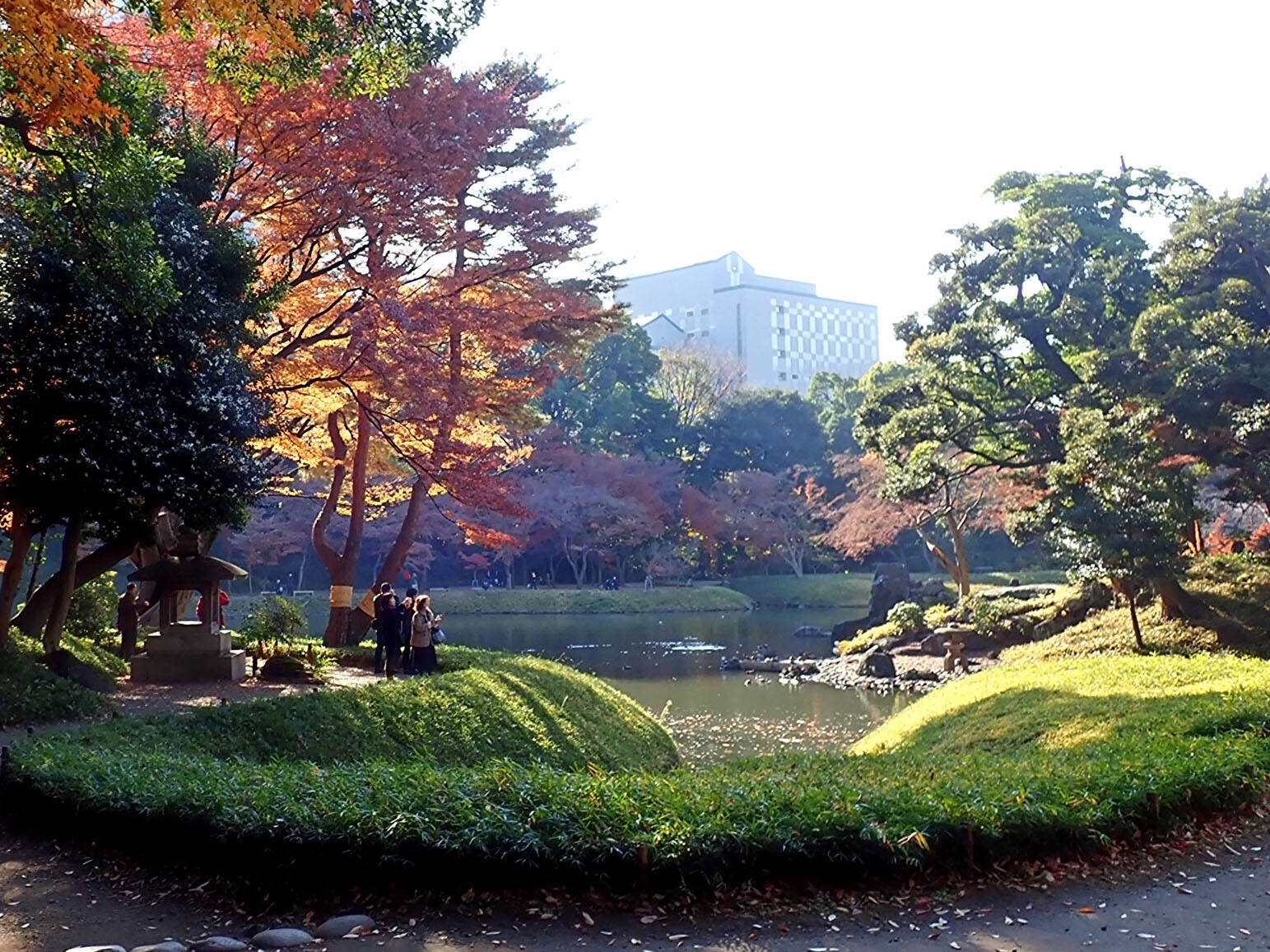
Blick auf Horaijima
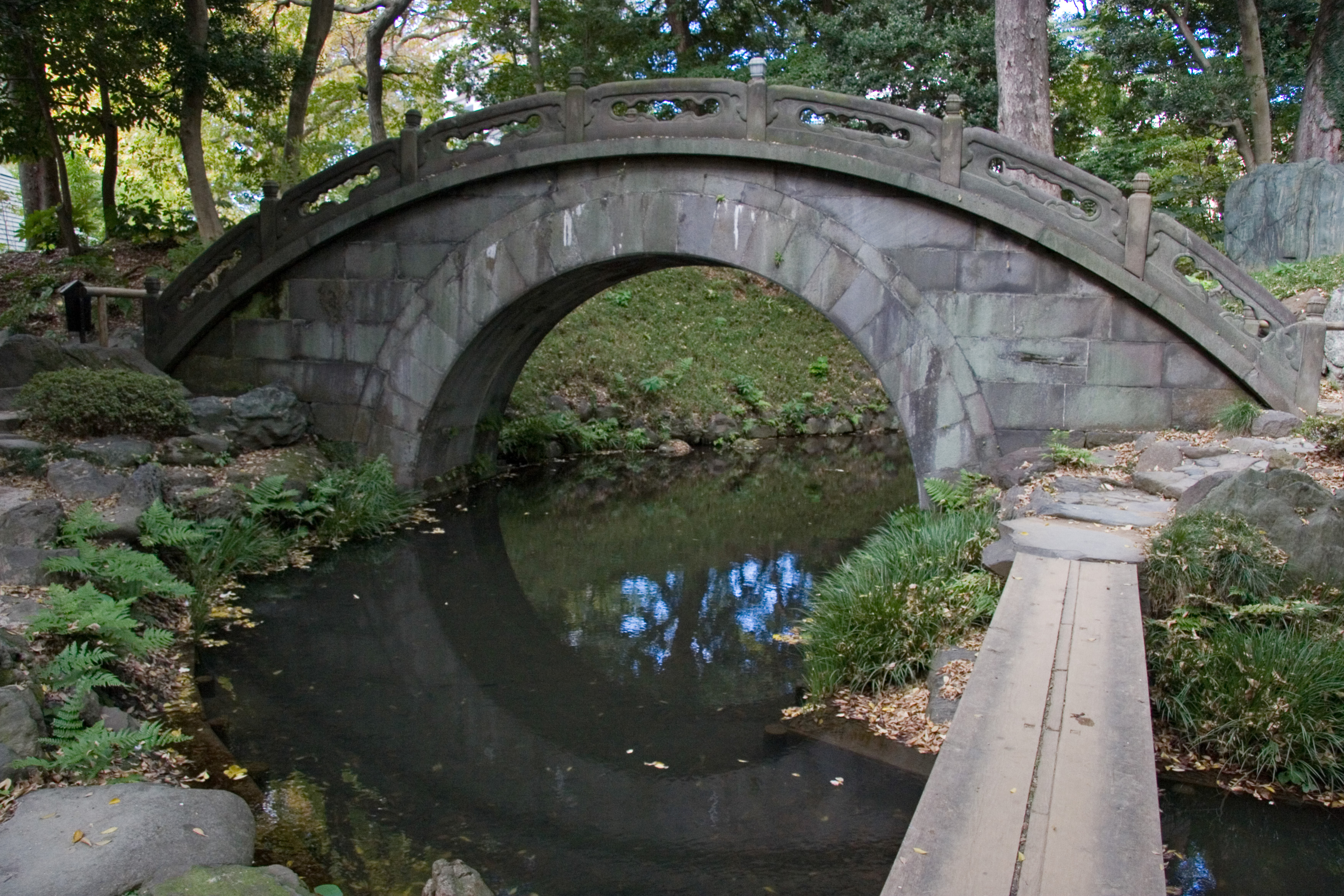
Engetsu-Brücke
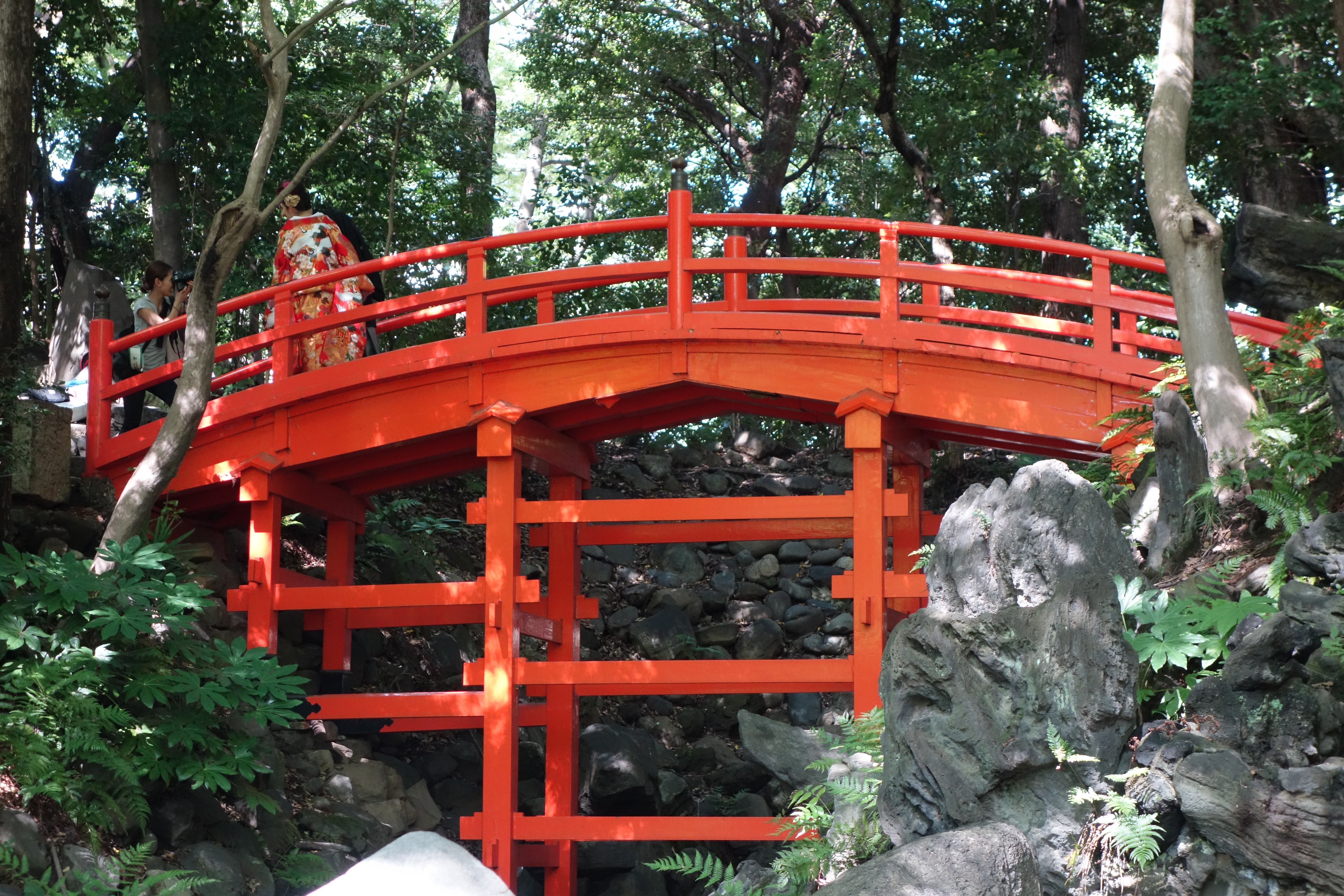
Tsūten-Brücke
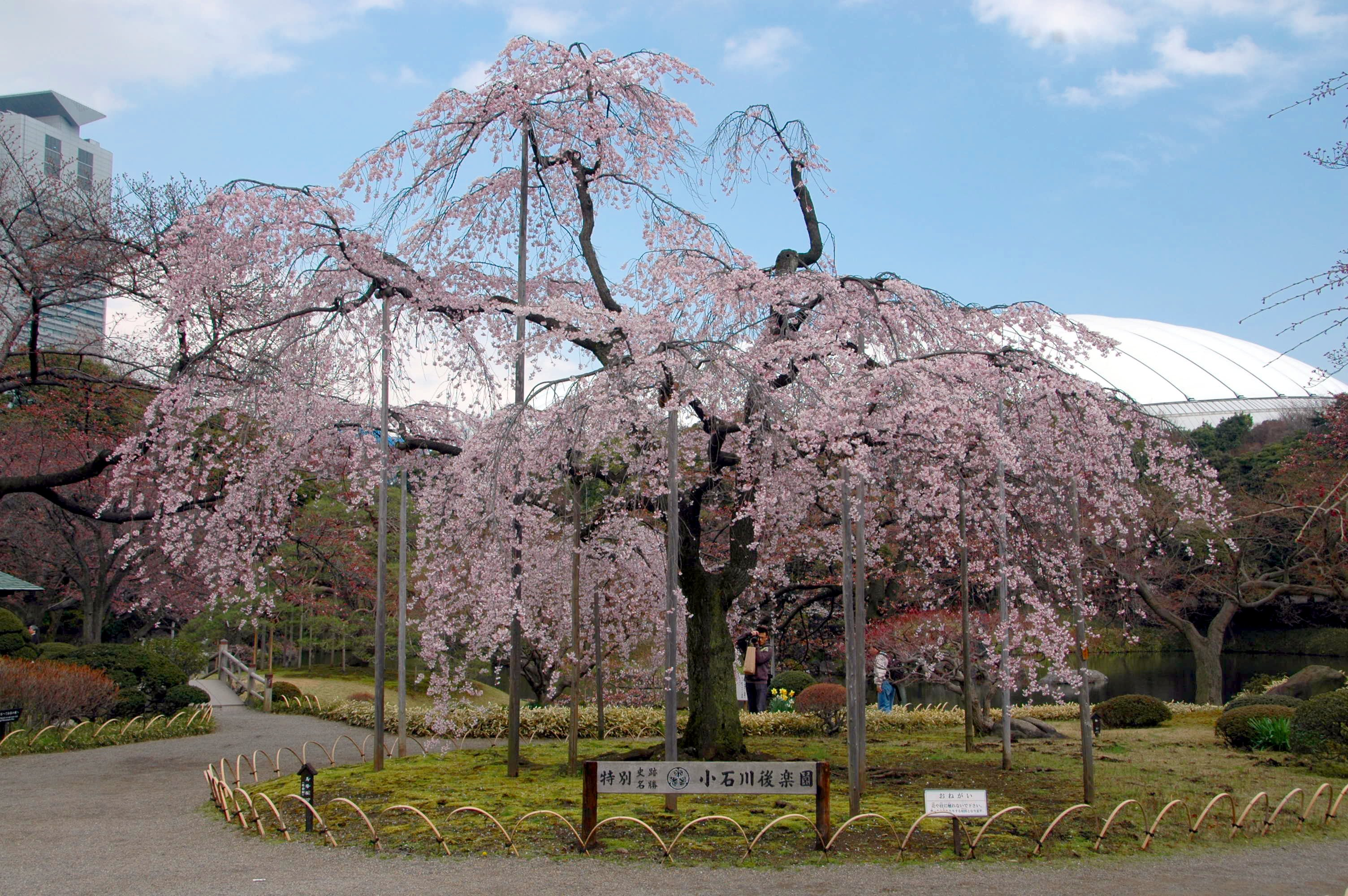

## Kenndaten
- Träger: Präfektur Tokio. Es wird Eintritt erhoben.
- Eröffnung: 3. April 1938.
- Fläche: 70.847,17 m², davon 1.300 m² Rasen.
- Baumbestand: 4030 Bäume, 168 Buschartige (1995).
- Anlagen: Für Zusammenkünfte nutzbare Räumlichkeit: Kantokutei.
- Auszeichnungen: „Besondere geschichtliche Spuren“ (特別史跡), „Besondere landschaftliche Sehenswürdigkeit“ (特別名勝)